# Vega de Liébana
Vega de Liébana är en kommun i Spanien.Den ligger i den autonoma regionen Kantabrien i norra delen av landet, 300 km norr om huvudstaden Madrid. Antalet invånare är 690 (2024). Arean är 132,86 kvadratkilometer. Vega de Liébana gränsar till Camaleño, Potes, Cabezón de Liébana, Pesaguero, La Pernía, Cervera de Pisuerga, Velilla del Río Carrión och Boca de Huérgano. 